# ABC Robin

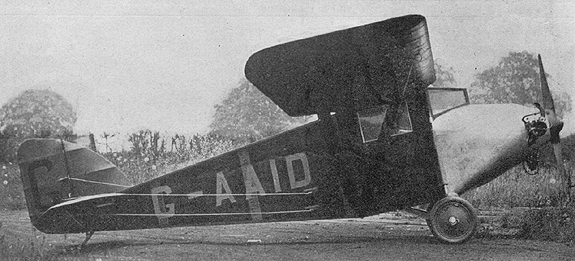
ABC Robin

De ABC Robin was een eenpersoonsvliegtuig, ontworpen door A.A. Fletcher in 1929, en gebouwd door ABC Motors. Het was een hoogdekker, met de toen gebruikelijke staartwielconfiguratie. Het toestel had een volledig gesloten cockpit, hetgeen erg modern was voor die tijd. 

## Specificaties
- Bemanning: 1 piloot
- Capaciteit: alleen de piloot
- Lengte: 5,36 m
- Spanwijdte: 7,72 m
- Hoogte: 1,73 m
- Vleugeloppervlak: 10,23 m²
- Leeggewicht: 188 kg
- Beladen gewicht: 308 kg
- Max takeoff gewicht:
- Max snelheid: 169 km/h
- Bereik: 545 km
- Plafond: 5.200 m

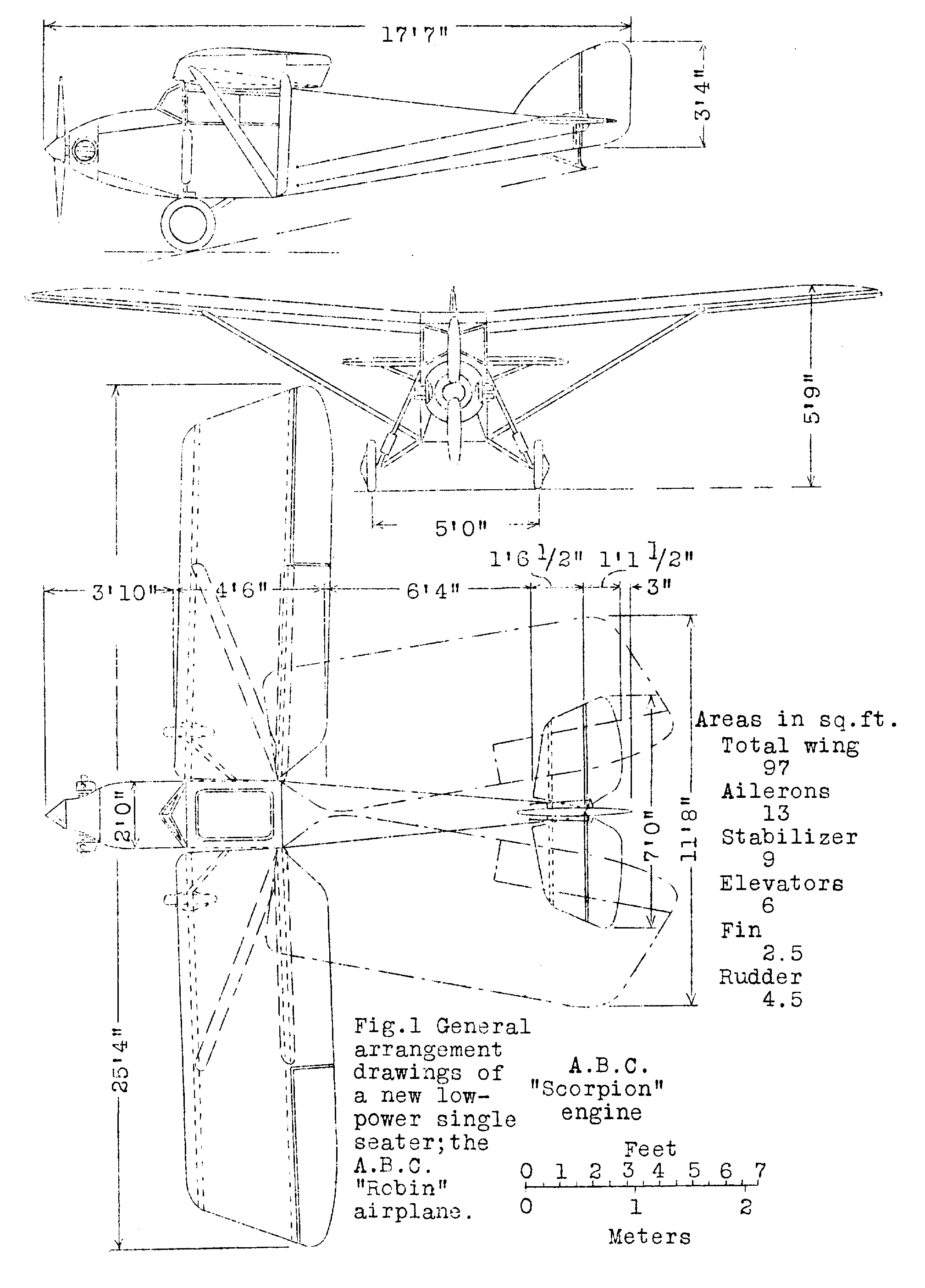
ABC Robiln

- Motoren: 1× ABC Scorpion II, 30 kW (40 pk)